# Lista di asteroidi (798001-799000)
Di seguito una lista di asteroidi dal numero 798001  al 799000 con data di scoperta e scopritore.

## 798001–798100
| Nome   | Designazione provvisoria | Data di scoperta  | Scopritore           |
| ------ | ------------------------ | ----------------- | -------------------- |
| 798001 | 2012 BZ37                | 19 gennaio 2012   | Mount Lemmon Survey  |
| 798002 | 2012 BZ44                | 10 febbraio 2008  | Spacewatch           |
| 798003 | 2012 BK45                | 19 gennaio 2012   | Mount Lemmon Survey  |
| 798004 | 2012 BX47                | 19 gennaio 2012   | Pan-STARRS           |
| 798005 | 2012 BY60                | 24 gennaio 2012   | Pan-STARRS           |
| 798006 | 2012 BC61                | 25 gennaio 2012   | Pan-STARRS           |
| 798007 | 2012 BZ62                | 20 gennaio 2012   | Mount Lemmon Survey  |
| 798008 | 2012 BS64                | 22 settembre 2022 | Pan-STARRS 2         |
| 798009 | 2012 BV65                | 4 gennaio 2012    | Mount Lemmon Survey  |
| 798010 | 2012 BR67                | 12 aprile 2004    | Spacewatch           |
| 798011 | 2012 BF72                | 8 marzo 2008      | Mount Lemmon Survey  |
| 798012 | 2012 BF75                | 27 dicembre 2011  | Mount Lemmon Survey  |
| 798013 | 2012 BZ81                | 27 gennaio 2012   | Mount Lemmon Survey  |
| 798014 | 2012 BP92                | 26 gennaio 2012   | Pan-STARRS           |
| 798015 | 2012 BX97                | 29 gennaio 2012   | Pan-STARRS           |
| 798016 | 2012 BK98                | 26 gennaio 2012   | Mount Lemmon Survey  |
| 798017 | 2012 BY101               | 30 gennaio 2012   | D. T. Durig, Liu, Z. |
| 798018 | 2012 BW107               | 26 gennaio 2012   | Pan-STARRS           |
| 798019 | 2012 BD114               | 27 gennaio 2012   | Mount Lemmon Survey  |
| 798020 | 2012 BA124               | 21 febbraio 2007  | Mount Lemmon Survey  |
| 798021 | 2012 BS124               | 10 febbraio 2008  | Spacewatch           |
| 798022 | 2012 BA129               | 29 gennaio 2012   | Pan-STARRS           |
| 798023 | 2012 BL133               | 29 gennaio 2012   | CSS                  |
| 798024 | 2012 BK134               | 21 gennaio 2012   | Spacewatch           |
| 798025 | 2012 BO135               | 29 dicembre 2011  | Mount Lemmon Survey  |
| 798026 | 2012 BW135               | 19 gennaio 2012   | Mount Lemmon Survey  |
| 798027 | 2012 BX137               | 27 gennaio 2012   | Mount Lemmon Survey  |
| 798028 | 2012 BP139               | 29 gennaio 2012   | Pan-STARRS           |
| 798029 | 2012 BX147               | 27 gennaio 2012   | Spacewatch           |
| 798030 | 2012 BP153               | 12 novembre 2015  | Mount Lemmon Survey  |
| 798031 | 2012 BC156               | 29 gennaio 2012   | Spacewatch           |
| 798032 | 2012 BB159               | 26 gennaio 2012   | Pan-STARRS           |
| 798033 | 2012 BD159               | 27 gennaio 2012   | Spacewatch           |
| 798034 | 2012 BG162               | 21 gennaio 2012   | Spacewatch           |
| 798035 | 2012 BC164               | 25 gennaio 2012   | Spacewatch           |
| 798036 | 2012 BJ165               | 19 gennaio 2012   | Spacewatch           |
| 798037 | 2012 BP166               | 12 ottobre 2014   | Mount Lemmon Survey  |
| 798038 | 2012 BQ166               | 4 gennaio 2012    | Spacewatch           |
| 798039 | 2012 BM167               | 18 settembre 2015 | Mount Lemmon Survey  |
| 798040 | 2012 BD168               | 18 gennaio 2012   | Spacewatch           |
| 798041 | 2012 BT169               | 18 gennaio 2012   | Spacewatch           |
| 798042 | 2012 BQ172               | 20 gennaio 2012   | Spacewatch           |
| 798043 | 2012 BG174               | 27 gennaio 2012   | Mount Lemmon Survey  |
| 798044 | 2012 BU174               | 19 gennaio 2012   | Pan-STARRS           |
| 798045 | 2012 BH176               | 19 gennaio 2012   | Spacewatch           |
| 798046 | 2012 BP178               | 25 gennaio 2012   | Pan-STARRS           |
| 798047 | 2012 BF179               | 27 gennaio 2012   | Mount Lemmon Survey  |
| 798048 | 2012 BO179               | 30 gennaio 2012   | Mount Lemmon Survey  |
| 798049 | 2012 BK181               | 30 gennaio 2012   | Spacewatch           |
| 798050 | 2012 BV181               | 20 gennaio 2012   | Pan-STARRS           |
| 798051 | 2012 BC182               | 24 gennaio 2012   | Pan-STARRS           |
| 798052 | 2012 BF182               | 19 gennaio 2012   | Mount Lemmon Survey  |
| 798053 | 2012 BZ183               | 18 gennaio 2012   | Mount Lemmon Survey  |
| 798054 | 2012 BK185               | 19 gennaio 2012   | Pan-STARRS           |
| 798055 | 2012 BY188               | 26 gennaio 2012   | Pan-STARRS           |
| 798056 | 2012 BK191               | 26 gennaio 2012   | Pan-STARRS           |
| 798057 | 2012 BP191               | 19 gennaio 2012   | Spacewatch           |
| 798058 | 2012 BT191               | 27 aprile 2017    | Pan-STARRS           |
| 798059 | 2012 BF192               | 26 gennaio 2012   | Pan-STARRS           |
| 798060 | 2012 BP193               | 30 gennaio 2012   | Spacewatch           |
| 798061 | 2012 CP1                 | 1 febbraio 2012   | Spacewatch           |
| 798062 | 2012 CQ20                | 31 ottobre 2010   | Mount Lemmon Survey  |
| 798063 | 2012 CW23                | 21 gennaio 2012   | Spacewatch           |
| 798064 | 2012 CC25                | 19 gennaio 2012   | Pan-STARRS           |
| 798065 | 2012 CR29                | 3 febbraio 2012   | Pan-STARRS           |
| 798066 | 2012 CB31                | 12 febbraio 2012  | Mount Lemmon Survey  |
| 798067 | 2012 CM33                | 14 febbraio 2012  | Pan-STARRS           |
| 798068 | 2012 CZ33                | 13 febbraio 2012  | Pan-STARRS           |
| 798069 | 2012 CS49                | 30 gennaio 2012   | Mount Lemmon Survey  |
| 798070 | 2012 CN56                | 21 gennaio 2012   | Pan-STARRS           |
| 798071 | 2012 CH58                | 15 febbraio 2012  | Pan-STARRS           |
| 798072 | 2012 CK58                | 15 maggio 2008    | Mount Lemmon Survey  |
| 798073 | 2012 CL58                | 3 febbraio 2012   | Pan-STARRS           |
| 798074 | 2012 CH60                | 1 febbraio 2012   | Spacewatch           |
| 798075 | 2012 CQ61                | 8 ottobre 2015    | Pan-STARRS           |
| 798076 | 2012 CM62                | 15 febbraio 2012  | Pan-STARRS           |
| 798077 | 2012 CC64                | 19 marzo 2017     | Pan-STARRS           |
| 798078 | 2012 CT64                | 18 dicembre 2015  | Mount Lemmon Survey  |
| 798079 | 2012 CA65                | 9 settembre 2015  | Pan-STARRS           |
| 798080 | 2012 CW66                | 4 febbraio 2012   | Pan-STARRS           |
| 798081 | 2012 CP69                | 14 febbraio 2012  | Pan-STARRS           |
| 798082 | 2012 CW69                | 14 febbraio 2012  | Pan-STARRS           |
| 798083 | 2012 CM71                | 15 febbraio 2012  | Pan-STARRS           |
| 798084 | 2012 CF72                | 14 febbraio 2012  | Pan-STARRS           |
| 798085 | 2012 CB73                | 3 febbraio 2012   | Pan-STARRS           |
| 798086 | 2012 CA74                | 1 febbraio 2012   | Mount Lemmon Survey  |
| 798087 | 2012 CR74                | 15 febbraio 2012  | Pan-STARRS           |
| 798088 | 2012 CY74                | 11 novembre 2010  | Mount Lemmon Survey  |
| 798089 | 2012 CC75                | 3 ottobre 2010    | Spacewatch           |
| 798090 | 2012 CZ75                | 1 febbraio 2012   | Mount Lemmon Survey  |
| 798091 | 2012 DD15                | 18 gennaio 2012   | Mount Lemmon Survey  |
| 798092 | 2012 DT18                | 23 febbraio 2012  | Spacewatch           |
| 798093 | 2012 DU23                | 21 febbraio 2012  | Spacewatch           |
| 798094 | 2012 DE29                | 22 febbraio 2012  | Spacewatch           |
| 798095 | 2012 DY30                | 24 febbraio 2012  | Mount Lemmon Survey  |
| 798096 | 2012 DM31                | 24 febbraio 2012  | SSS                  |
| 798097 | 2012 DU31                | 23 aprile 2004    | Spacewatch           |
| 798098 | 2012 DJ32                | 25 febbraio 2012  | Spacewatch           |
| 798099 | 2012 DV32                | 25 febbraio 2012  | Spacewatch           |
| 798100 | 2012 DS37                | 20 gennaio 2012   | Spacewatch           |

## 798101–798200
| Nome   | Designazione provvisoria | Data di scoperta | Scopritore          |
| ------ | ------------------------ | ---------------- | ------------------- |
| 798101 | 2012 DB41                | 19 gennaio 2012  | Pan-STARRS          |
| 798102 | 2012 DH45                | 25 febbraio 2012 | Spacewatch          |
| 798103 | 2012 DT45                | 26 febbraio 2012 | Spacewatch          |
| 798104 | 2012 DV45                | 26 febbraio 2012 | Spacewatch          |
| 798105 | 2012 DJ50                | 6 aprile 2008    | Spacewatch          |
| 798106 | 2012 DL50                | 26 febbraio 2012 | Spacewatch          |
| 798107 | 2012 DQ54                | 23 febbraio 2012 | CSS                 |
| 798108 | 2012 DQ55                | 22 febbraio 2012 | CSS                 |
| 798109 | 2012 DQ62                | 27 febbraio 2012 | Pan-STARRS          |
| 798110 | 2012 DU68                | 14 febbraio 2012 | Pan-STARRS          |
| 798111 | 2012 DN70                | 25 febbraio 2012 | Mount Lemmon Survey |
| 798112 | 2012 DO73                | 1 novembre 2006  | Spacewatch          |
| 798113 | 2012 DP75                | 8 maggio 2008    | Spacewatch          |
| 798114 | 2012 DL77                | 21 febbraio 2012 | Mount Lemmon Survey |
| 798115 | 2012 DW80                | 26 febbraio 2012 | Pan-STARRS          |
| 798116 | 2012 DB81                | 26 febbraio 2012 | Pan-STARRS          |
| 798117 | 2012 DP81                | 26 febbraio 2012 | Pan-STARRS          |
| 798118 | 2012 DA84                | 26 febbraio 2012 | La Palma Obs.       |
| 798119 | 2012 DY87                | 21 febbraio 2012 | Spacewatch          |
| 798120 | 2012 DF99                | 19 febbraio 2012 | Spacewatch          |
| 798121 | 2012 DH99                | 23 febbraio 2012 | CSS                 |
| 798122 | 2012 DU99                | 21 febbraio 2012 | Spacewatch          |
| 798123 | 2012 DJ102               | 21 febbraio 2012 | Spacewatch          |
| 798124 | 2012 DM102               | 21 febbraio 2012 | Spacewatch          |
| 798125 | 2012 DS102               | 23 febbraio 2012 | Mount Lemmon Survey |
| 798126 | 2012 DY102               | 25 febbraio 2012 | Spacewatch          |
| 798127 | 2012 DA103               | 25 febbraio 2012 | Spacewatch          |
| 798128 | 2012 DV105               | 28 febbraio 2012 | Pan-STARRS          |
| 798129 | 2012 DZ105               | 19 febbraio 2012 | CSS                 |
| 798130 | 2012 DJ107               | 24 febbraio 2012 | Pan-STARRS          |
| 798131 | 2012 DW107               | 16 febbraio 2012 | Pan-STARRS          |
| 798132 | 2012 DQ108               | 26 febbraio 2012 | Pan-STARRS          |
| 798133 | 2012 DT108               | 28 febbraio 2012 | Pan-STARRS          |
| 798134 | 2012 DD110               | 24 febbraio 2012 | Pan-STARRS          |
| 798135 | 2012 DL110               | 19 febbraio 2012 | Mount Lemmon Survey |
| 798136 | 2012 DS111               | 27 febbraio 2012 | Spacewatch          |
| 798137 | 2012 DB113               | 19 gennaio 2012  | Pan-STARRS          |
| 798138 | 2012 DK113               | 28 febbraio 2012 | Pan-STARRS          |
| 798139 | 2012 DG114               | 3 agosto 2014    | Pan-STARRS          |
| 798140 | 2012 DX116               | 28 febbraio 2012 | Pan-STARRS          |
| 798141 | 2012 DT117               | 28 febbraio 2012 | Pan-STARRS          |
| 798142 | 2012 DJ118               | 28 febbraio 2012 | Pan-STARRS          |
| 798143 | 2012 DF120               | 27 febbraio 2012 | Pan-STARRS          |
| 798144 | 2012 DX120               | 27 febbraio 2012 | Pan-STARRS          |
| 798145 | 2012 DX122               | 24 febbraio 2012 | Mount Lemmon Survey |
| 798146 | 2012 DG123               | 26 febbraio 2012 | Pan-STARRS          |
| 798147 | 2012 DM123               | 23 febbraio 2012 | Mount Lemmon Survey |
| 798148 | 2012 DN123               | 27 febbraio 2012 | Pan-STARRS          |
| 798149 | 2012 DR123               | 23 febbraio 2012 | Mount Lemmon Survey |
| 798150 | 2012 DY123               | 16 febbraio 2012 | Pan-STARRS          |
| 798151 | 2012 DA124               | 23 febbraio 2012 | Mount Lemmon Survey |
| 798152 | 2012 DB124               | 28 febbraio 2012 | Pan-STARRS          |
| 798153 | 2012 DN124               | 25 febbraio 2012 | Spacewatch          |
| 798154 | 2012 DO124               | 27 febbraio 2012 | Pan-STARRS          |
| 798155 | 2012 DX125               | 24 febbraio 2012 | Mount Lemmon Survey |
| 798156 | 2012 DN126               | 16 febbraio 2012 | Pan-STARRS          |
| 798157 | 2012 DV126               | 16 febbraio 2012 | Pan-STARRS          |
| 798158 | 2012 DP127               | 28 febbraio 2012 | Pan-STARRS          |
| 798159 | 2012 DG128               | 25 febbraio 2012 | Mount Lemmon Survey |
| 798160 | 2012 DJ128               | 27 febbraio 2012 | Pan-STARRS          |
| 798161 | 2012 DP129               | 26 febbraio 2012 | Spacewatch          |
| 798162 | 2012 DB130               | 27 febbraio 2012 | Pan-STARRS          |
| 798163 | 2012 DJ130               | 28 febbraio 2012 | Pan-STARRS          |
| 798164 | 2012 DQ130               | 27 febbraio 2012 | Pan-STARRS          |
| 798165 | 2012 DY130               | 16 febbraio 2012 | Pan-STARRS          |
| 798166 | 2012 DA132               | 16 febbraio 2012 | Pan-STARRS          |
| 798167 | 2012 DJ133               | 28 febbraio 2012 | Pan-STARRS          |
| 798168 | 2012 DK133               | 25 febbraio 2012 | Spacewatch          |
| 798169 | 2012 DN134               | 25 febbraio 2012 | Mount Lemmon Survey |
| 798170 | 2012 DQ134               | 16 febbraio 2012 | Pan-STARRS          |
| 798171 | 2012 EA2                 | 1 marzo 2012     | Mount Lemmon Survey |
| 798172 | 2012 EK7                 | 13 marzo 2012    | Mount Lemmon Survey |
| 798173 | 2012 ED11                | 27 febbraio 2012 | Pan-STARRS          |
| 798174 | 2012 EP17                | 16 aprile 2012   | Pan-STARRS          |
| 798175 | 2012 ET20                | 13 marzo 2012    | Mount Lemmon Survey |
| 798176 | 2012 EM23                | 14 marzo 2012    | Pan-STARRS          |
| 798177 | 2012 EA25                | 14 marzo 2012    | Mount Lemmon Survey |
| 798178 | 2012 EO25                | 1 marzo 2012     | Mount Lemmon Survey |
| 798179 | 2012 EU25                | 2 marzo 2012     | Mount Lemmon Survey |
| 798180 | 2012 EW26                | 15 marzo 2012    | Mount Lemmon Survey |
| 798181 | 2012 EB28                | 15 marzo 2012    | Mount Lemmon Survey |
| 798182 | 2012 EM29                | 15 marzo 2012    | Spacewatch          |
| 798183 | 2012 ET31                | 1 marzo 2012     | Mount Lemmon Survey |
| 798184 | 2012 EF32                | 15 marzo 2012    | Mount Lemmon Survey |
| 798185 | 2012 EX33                | 15 marzo 2012    | Mount Lemmon Survey |
| 798186 | 2012 FD2                 | 25 febbraio 2012 | Mount Lemmon Survey |
| 798187 | 2012 FZ4                 | 13 febbraio 2012 | Spacewatch          |
| 798188 | 2012 FG5                 | 13 marzo 2012    | Mount Lemmon Survey |
| 798189 | 2012 FO7                 | 1 febbraio 2012  | Spacewatch          |
| 798190 | 2012 FF20                | 17 marzo 2012    | Mount Lemmon Survey |
| 798191 | 2012 FR25                | 25 febbraio 2012 | Spacewatch          |
| 798192 | 2012 FZ35                | 5 ottobre 2005   | Spacewatch          |
| 798193 | 2012 FA36                | 27 febbraio 2012 | Pan-STARRS          |
| 798194 | 2012 FL37                | 7 marzo 2003     | Saint-Véran Obs.    |
| 798195 | 2012 FN37                | 28 febbraio 2012 | Pan-STARRS          |
| 798196 | 2012 FB42                | 28 febbraio 2012 | Pan-STARRS          |
| 798197 | 2012 FO43                | 25 marzo 2012    | Mount Lemmon Survey |
| 798198 | 2012 FR44                | 26 marzo 2003    | Spacewatch          |
| 798199 | 2012 FS46                | 6 aprile 2008    | Spacewatch          |
| 798200 | 2012 FV53                | 22 marzo 2012    | Mount Lemmon Survey |

## 798201–798300
| Nome   | Designazione provvisoria | Data di scoperta  | Scopritore                |
| ------ | ------------------------ | ----------------- | ------------------------- |
| 798201 | 2012 FK54                | 28 febbraio 2012  | Pan-STARRS                |
| 798202 | 2012 FR56                | 5 marzo 2012      | Spacewatch                |
| 798203 | 2012 FJ60                | 27 marzo 2012     | Mount Lemmon Survey       |
| 798204 | 2012 FJ62                | 28 marzo 2012     | B. Linero, I. d. l. Cueva |
| 798205 | 2012 FO63                | 27 marzo 2012     | Spacewatch                |
| 798206 | 2012 FC64                | 28 febbraio 2012  | Pan-STARRS                |
| 798207 | 2012 FE79                | 16 marzo 2012     | Spacewatch                |
| 798208 | 2012 FH81                | 3 marzo 2012      | Mount Lemmon Survey       |
| 798209 | 2012 FS86                | 31 marzo 2012     | Mount Lemmon Survey       |
| 798210 | 2012 FJ88                | 27 marzo 2012     | Spacewatch                |
| 798211 | 2012 FN88                | 29 marzo 2012     | Spacewatch                |
| 798212 | 2012 FG89                | 29 marzo 2012     | Pan-STARRS                |
| 798213 | 2012 FX89                | 23 settembre 2008 | CSS                       |
| 798214 | 2012 FN93                | 18 marzo 2018     | Pan-STARRS                |
| 798215 | 2012 FA94                | 19 marzo 2017     | Pan-STARRS                |
| 798216 | 2012 FC94                | 21 agosto 2006    | Spacewatch                |
| 798217 | 2012 FZ95                | 29 marzo 2012     | Spacewatch                |
| 798218 | 2012 FB96                | 2 agosto 2016     | Pan-STARRS                |
| 798219 | 2012 FN96                | 16 gennaio 2018   | Pan-STARRS                |
| 798220 | 2012 FZ97                | 5 febbraio 2016   | Pan-STARRS                |
| 798221 | 2012 FJ99                | 30 marzo 2012     | Mount Lemmon Survey       |
| 798222 | 2012 FV99                | 23 marzo 2012     | Mount Lemmon Survey       |
| 798223 | 2012 FD100               | 27 marzo 2012     | Spacewatch                |
| 798224 | 2012 FP100               | 21 marzo 2012     | Mount Lemmon Survey       |
| 798225 | 2012 FF103               | 23 marzo 2012     | Mount Lemmon Survey       |
| 798226 | 2012 FD104               | 28 marzo 2012     | Spacewatch                |
| 798227 | 2012 FQ105               | 27 marzo 2012     | Spacewatch                |
| 798228 | 2012 FZ105               | 28 marzo 2012     | Spacewatch                |
| 798229 | 2012 FE106               | 16 marzo 2012     | Mount Lemmon Survey       |
| 798230 | 2012 FG106               | 29 marzo 2012     | Pan-STARRS                |
| 798231 | 2012 FM106               | 27 marzo 2012     | Mount Lemmon Survey       |
| 798232 | 2012 FS106               | 24 marzo 2012     | Mount Lemmon Survey       |
| 798233 | 2012 FD107               | 29 marzo 2012     | Pan-STARRS                |
| 798234 | 2012 FZ107               | 29 marzo 2012     | Spacewatch                |
| 798235 | 2012 FP108               | 23 marzo 2012     | Spacewatch                |
| 798236 | 2012 FH110               | 29 marzo 2012     | Pan-STARRS                |
| 798237 | 2012 FW111               | 20 marzo 2012     | Pan-STARRS                |
| 798238 | 2012 FU113               | 31 marzo 2012     | Mount Lemmon Survey       |
| 798239 | 2012 FU114               | 28 marzo 2012     | Mount Lemmon Survey       |
| 798240 | 2012 FG115               | 21 aprile 2018    | Mount Lemmon Survey       |
| 798241 | 2012 FQ115               | 31 marzo 2012     | Spacewatch                |
| 798242 | 2012 FM117               | 31 marzo 2012     | Mount Lemmon Survey       |
| 798243 | 2012 GG                  | 27 marzo 2012     | Mount Lemmon Survey       |
| 798244 | 2012 GZ2                 | 1 aprile 2012     | Mount Lemmon Survey       |
| 798245 | 2012 GW7                 | 13 aprile 2012    | Pan-STARRS                |
| 798246 | 2012 GQ17                | 15 aprile 2012    | Pan-STARRS                |
| 798247 | 2012 GW24                | 25 febbraio 2012  | Mount Lemmon Survey       |
| 798248 | 2012 GB25                | 28 marzo 2012     | Spacewatch                |
| 798249 | 2012 GQ28                | 15 aprile 2012    | Pan-STARRS                |
| 798250 | 2012 GP32                | 29 marzo 2012     | Spacewatch                |
| 798251 | 2012 GJ34                | 24 febbraio 2012  | Mount Lemmon Survey       |
| 798252 | 2012 GO34                | 6 gennaio 2012    | Pan-STARRS                |
| 798253 | 2012 GK35                | 20 agosto 2004    | Spacewatch                |
| 798254 | 2012 GT39                | 15 marzo 2012     | Spacewatch                |
| 798255 | 2012 GE42                | 20 febbraio 2015  | Pan-STARRS                |
| 798256 | 2012 GR46                | 20 aprile 2017    | Pan-STARRS                |
| 798257 | 2012 GG47                | 11 luglio 2018    | Pan-STARRS                |
| 798258 | 2012 GL47                | 1 ottobre 2014    | Pan-STARRS                |
| 798259 | 2012 GM47                | 27 febbraio 2016  | Mount Lemmon Survey       |
| 798260 | 2012 GW50                | 11 aprile 2012    | Mount Lemmon Survey       |
| 798261 | 2012 GB51                | 15 aprile 2012    | Pan-STARRS                |
| 798262 | 2012 GS51                | 15 aprile 2012    | Pan-STARRS                |
| 798263 | 2012 GE52                | 11 aprile 2012    | Mount Lemmon Survey       |
| 798264 | 2012 GR52                | 1 aprile 2012     | Spacewatch                |
| 798265 | 2012 GW54                | 15 aprile 2012    | Pan-STARRS                |
| 798266 | 2012 HP1                 | 13 marzo 2012     | CSS                       |
| 798267 | 2012 HD3                 | 16 aprile 2012    | Spacewatch                |
| 798268 | 2012 HZ3                 | 16 marzo 2012     | Spacewatch                |
| 798269 | 2012 HN7                 | 29 febbraio 2012  | Mount Lemmon Survey       |
| 798270 | 2012 HL11                | 7 febbraio 2003   | C. Barbieri               |
| 798271 | 2012 HL13                | 21 aprile 2012    | Pan-STARRS                |
| 798272 | 2012 HR14                | 17 marzo 2012     | Mount Lemmon Survey       |
| 798273 | 2012 HL24                | 15 aprile 2012    | Pan-STARRS                |
| 798274 | 2012 HA29                | 13 aprile 2012    | CSS                       |
| 798275 | 2012 HN29                | 27 aprile 2012    | Pan-STARRS                |
| 798276 | 2012 HB33                | 15 aprile 2012    | Pan-STARRS                |
| 798277 | 2012 HJ33                | 18 aprile 2012    | Spacewatch                |
| 798278 | 2012 HQ36                | 27 aprile 2012    | Pan-STARRS                |
| 798279 | 2012 HR36                | 22 aprile 2012    | Spacewatch                |
| 798280 | 2012 HX39                | 1 aprile 2012     | Mount Lemmon Survey       |
| 798281 | 2012 HL45                | 20 aprile 2012    | Mount Lemmon Survey       |
| 798282 | 2012 HA49                | 23 marzo 2012     | Mount Lemmon Survey       |
| 798283 | 2012 HS50                | 24 aprile 2012    | Pan-STARRS                |
| 798284 | 2012 HK56                | 30 marzo 2012     | Spacewatch                |
| 798285 | 2012 HW60                | 19 aprile 2012    | Mount Lemmon Survey       |
| 798286 | 2012 HP62                | 14 gennaio 2011   | Mount Lemmon Survey       |
| 798287 | 2012 HS65                | 20 aprile 2012    | Mount Lemmon Survey       |
| 798288 | 2012 HN69                | 11 aprile 2012    | Mount Lemmon Survey       |
| 798289 | 2012 HF70                | 30 marzo 2012     | Spacewatch                |
| 798290 | 2012 HM70                | 19 aprile 2012    | Spacewatch                |
| 798291 | 2012 HA76                | 24 aprile 2012    | Spacewatch                |
| 798292 | 2012 HC76                | 20 aprile 2012    | Mount Lemmon Survey       |
| 798293 | 2012 HT81                | 16 aprile 2012    | Pan-STARRS                |
| 798294 | 2012 HD86                | 19 aprile 2012    | Mount Lemmon Survey       |
| 798295 | 2012 HS86                | 22 aprile 2012    | Spacewatch                |
| 798296 | 2012 HM88                | 18 aprile 2012    | Mount Lemmon Survey       |
| 798297 | 2012 HT88                | 27 aprile 2012    | Pan-STARRS                |
| 798298 | 2012 HJ89                | 24 aprile 2012    | Spacewatch                |
| 798299 | 2012 HE90                | 23 settembre 2008 | Mount Lemmon Survey       |
| 798300 | 2012 HT90                | 16 aprile 2012    | Pan-STARRS                |

## 798301–798400
| Nome   | Designazione provvisoria | Data di scoperta | Scopritore          |
| ------ | ------------------------ | ---------------- | ------------------- |
| 798301 | 2012 HU91                | 16 aprile 2012   | Spacewatch          |
| 798302 | 2012 HY91                | 27 aprile 2012   | Pan-STARRS          |
| 798303 | 2012 HA92                | 20 aprile 2012   | Spacewatch          |
| 798304 | 2012 HC92                | 20 aprile 2012   | Spacewatch          |
| 798305 | 2012 HF96                | 25 luglio 2017   | Pan-STARRS          |
| 798306 | 2012 HZ96                | 28 agosto 2014   | Pan-STARRS          |
| 798307 | 2012 HA98                | 16 aprile 2012   | Pan-STARRS          |
| 798308 | 2012 HO98                | 9 febbraio 2011  | Mount Lemmon Survey |
| 798309 | 2012 HC99                | 27 aprile 2012   | Pan-STARRS          |
| 798310 | 2012 HR101               | 20 aprile 2012   | Mount Lemmon Survey |
| 798311 | 2012 HZ101               | 27 aprile 2012   | Pan-STARRS          |
| 798312 | 2012 HM105               | 18 aprile 2012   | Mount Lemmon Survey |
| 798313 | 2012 HP105               | 30 aprile 2012   | Spacewatch          |
| 798314 | 2012 HW105               | 27 aprile 2012   | Pan-STARRS          |
| 798315 | 2012 HD106               | 27 aprile 2012   | Pan-STARRS          |
| 798316 | 2012 HK106               | 27 aprile 2012   | Pan-STARRS          |
| 798317 | 2012 HZ106               | 28 aprile 2012   | Mount Lemmon Survey |
| 798318 | 2012 HR107               | 27 aprile 2012   | Pan-STARRS          |
| 798319 | 2012 HU107               | 27 aprile 2012   | Pan-STARRS          |
| 798320 | 2012 HK109               | 27 aprile 2012   | Pan-STARRS          |
| 798321 | 2012 HW109               | 9 agosto 2004    | SSS                 |
| 798322 | 2012 HA110               | 27 aprile 2012   | Pan-STARRS          |
| 798323 | 2012 HG110               | 27 aprile 2012   | Pan-STARRS          |
| 798324 | 2012 HJ111               | 27 aprile 2012   | Pan-STARRS          |
| 798325 | 2012 HL111               | 10 gennaio 2011  | Mount Lemmon Survey |
| 798326 | 2012 HO113               | 29 aprile 2012   | Spacewatch          |
| 798327 | 2012 HC115               | 25 aprile 2012   | Spacewatch          |
| 798328 | 2012 HM116               | 27 aprile 2012   | Pan-STARRS          |
| 798329 | 2012 HP117               | 27 aprile 2012   | Pan-STARRS          |
| 798330 | 2012 HO118               | 27 aprile 2012   | Pan-STARRS          |
| 798331 | 2012 JF1                 | 29 marzo 2012    | Mount Lemmon Survey |
| 798332 | 2012 JJ10                | 18 aprile 2012   | Spacewatch          |
| 798333 | 2012 JT12                | 19 aprile 2012   | Mount Lemmon Survey |
| 798334 | 2012 JX12                | 21 aprile 2012   | CSS                 |
| 798335 | 2012 JO13                | 14 maggio 2012   | Mount Lemmon Survey |
| 798336 | 2012 JZ14                | 24 aprile 2012   | R. Holmes           |
| 798337 | 2012 JY22                | 15 aprile 2012   | Pan-STARRS          |
| 798338 | 2012 JE41                | 13 maggio 2012   | Spacewatch          |
| 798339 | 2012 JL41                | 28 aprile 2012   | Mount Lemmon Survey |
| 798340 | 2012 JQ41                | 29 aprile 2012   | Mount Lemmon Survey |
| 798341 | 2012 JX41                | 1 maggio 2012    | Mount Lemmon Survey |
| 798342 | 2012 JN42                | 14 maggio 2012   | Mount Lemmon Survey |
| 798343 | 2012 JS42                | 28 aprile 2012   | Mount Lemmon Survey |
| 798344 | 2012 JU46                | 12 maggio 2012   | Spacewatch          |
| 798345 | 2012 JX46                | 13 maggio 2012   | Spacewatch          |
| 798346 | 2012 JP47                | 26 aprile 2006   | Cerro Tololo Obs.   |
| 798347 | 2012 JU49                | 12 maggio 2012   | Mount Lemmon Survey |
| 798348 | 2012 JW50                | 13 maggio 2012   | Mount Lemmon Survey |
| 798349 | 2012 JM58                | 13 maggio 2012   | Mount Lemmon Survey |
| 798350 | 2012 JL60                | 13 maggio 2012   | Mount Lemmon Survey |
| 798351 | 2012 JC63                | 15 maggio 2012   | Mount Lemmon Survey |
| 798352 | 2012 JY64                | 15 maggio 2012   | Pan-STARRS          |
| 798353 | 2012 JZ68                | 1 maggio 2012    | Mount Lemmon Survey |
| 798354 | 2012 JW70                | 14 maggio 2012   | Pan-STARRS          |
| 798355 | 2012 JQ71                | 21 aprile 2012   | Mount Lemmon Survey |
| 798356 | 2012 JY71                | 12 maggio 2012   | Mount Lemmon Survey |
| 798357 | 2012 JD72                | 15 maggio 2012   | Spacewatch          |
| 798358 | 2012 KH1                 | 17 maggio 2012   | Pan-STARRS          |
| 798359 | 2012 KH3                 | 17 maggio 2012   | Mount Lemmon Survey |
| 798360 | 2012 KQ4                 | 18 maggio 2012   | Pan-STARRS          |
| 798361 | 2012 KF7                 | 19 maggio 2012   | Pan-STARRS          |
| 798362 | 2012 KV11                | 17 ottobre 2006  | Mount Lemmon Survey |
| 798363 | 2012 KO13                | 2 dicembre 2005  | Mount Lemmon Survey |
| 798364 | 2012 KE24                | 18 aprile 2012   | Mount Lemmon Survey |
| 798365 | 2012 KK27                | 28 aprile 2012   | Spacewatch          |
| 798366 | 2012 KC30                | 18 maggio 2012   | Pan-STARRS          |
| 798367 | 2012 KH32                | 16 maggio 2012   | Mount Lemmon Survey |
| 798368 | 2012 KL32                | 9 marzo 2007     | Mount Lemmon Survey |
| 798369 | 2012 KQ32                | 16 maggio 2012   | Mount Lemmon Survey |
| 798370 | 2012 KE35                | 29 marzo 2012    | Spacewatch          |
| 798371 | 2012 KY35                | 20 aprile 2012   | Spacewatch          |
| 798372 | 2012 KN37                | 17 maggio 2012   | Mount Lemmon Survey |
| 798373 | 2012 KR42                | 19 aprile 2012   | Spacewatch          |
| 798374 | 2012 KW42                | 24 gennaio 2007  | Mount Lemmon Survey |
| 798375 | 2012 KQ45                | 29 maggio 2012   | Mount Lemmon Survey |
| 798376 | 2012 KE51                | 19 aprile 2012   | Mount Lemmon Survey |
| 798377 | 2012 KZ52                | 13 febbraio 2008 | Mount Lemmon Survey |
| 798378 | 2012 KP54                | 18 febbraio 2015 | Mount Lemmon Survey |
| 798379 | 2012 KT54                | 28 maggio 2012   | Mount Lemmon Survey |
| 798380 | 2012 KL55                | 16 maggio 2012   | Mount Lemmon Survey |
| 798381 | 2012 KQ55                | 20 maggio 2012   | Mount Lemmon Survey |
| 798382 | 2012 KF56                | 19 maggio 2012   | Mount Lemmon Survey |
| 798383 | 2012 KQ57                | 16 maggio 2012   | Mount Lemmon Survey |
| 798384 | 2012 KJ58                | 14 luglio 2013   | Pan-STARRS          |
| 798385 | 2012 KM58                | 3 ottobre 2013   | Mount Lemmon Survey |
| 798386 | 2012 KO58                | 31 gennaio 2017  | Pan-STARRS          |
| 798387 | 2012 KH60                | 20 maggio 2012   | Pan-STARRS          |
| 798388 | 2012 KJ62                | 21 maggio 2012   | Mount Lemmon Survey |
| 798389 | 2012 KM62                | 16 maggio 2012   | Pan-STARRS          |
| 798390 | 2012 KL64                | 27 maggio 2012   | Mount Lemmon Survey |
| 798391 | 2012 KA65                | 31 maggio 2012   | Mount Lemmon Survey |
| 798392 | 2012 KN65                | 27 maggio 2012   | Mount Lemmon Survey |
| 798393 | 2012 KX65                | 21 maggio 2012   | Mount Lemmon Survey |
| 798394 | 2012 LO3                 | 31 gennaio 2012  | Pan-STARRS          |
| 798395 | 2012 LJ5                 | 10 giugno 2012   | Pan-STARRS          |
| 798396 | 2012 LR6                 | 8 giugno 2012    | Mount Lemmon Survey |
| 798397 | 2012 LT10                | 16 maggio 2012   | Pan-STARRS          |
| 798398 | 2012 LR11                | 13 giugno 2012   | Pan-STARRS          |
| 798399 | 2012 LM13                | 15 giugno 2012   | Pan-STARRS          |
| 798400 | 2012 LK16                | 9 giugno 2012    | Pan-STARRS          |

## 798401–798500
| Nome   | Designazione provvisoria | Data di scoperta  | Scopritore                          |
| ------ | ------------------------ | ----------------- | ----------------------------------- |
| 798401 | 2012 LU17                | 14 ottobre 2010   | Mount Lemmon Survey                 |
| 798402 | 2012 LS22                | 13 giugno 2012    | Pan-STARRS                          |
| 798403 | 2012 LL26                | 8 giugno 2012     | Pan-STARRS                          |
| 798404 | 2012 LH27                | 31 dicembre 2013  | Spacewatch                          |
| 798405 | 2012 LY27                | 28 marzo 2016     | Mount Lemmon Survey                 |
| 798406 | 2012 LB28                | 8 giugno 2012     | Mount Lemmon Survey                 |
| 798407 | 2012 LJ28                | 5 marzo 2016      | Pan-STARRS                          |
| 798408 | 2012 LC30                | 9 ottobre 2013    | Mount Lemmon Survey                 |
| 798409 | 2012 LM30                | 12 marzo 2016     | Pan-STARRS                          |
| 798410 | 2012 LJ32                | 9 giugno 2012     | Mount Lemmon Survey                 |
| 798411 | 2012 LA33                | 13 giugno 2012    | Pan-STARRS                          |
| 798412 | 2012 ML6                 | 21 giugno 2012    | LINEAR                              |
| 798413 | 2012 MW15                | 30 maggio 2012    | Mount Lemmon Survey                 |
| 798414 | 2012 OT1                 | 16 agosto 2002    | NEAT                                |
| 798415 | 2012 OJ4                 | 7 maggio 2005     | Spacewatch                          |
| 798416 | 2012 OD7                 | 23 luglio 2012    | SSS                                 |
| 798417 | 2012 OU7                 | 16 luglio 2012    | T. V. Kryachko, B. Satovskij        |
| 798418 | 2012 PP3                 | 8 agosto 2012     | Pan-STARRS                          |
| 798419 | 2012 PR3                 | 6 agosto 2005     | NEAT                                |
| 798420 | 2012 PZ8                 | 20 ottobre 2003   | LINEAR                              |
| 798421 | 2012 PH10                | 13 maggio 2005    | Spacewatch                          |
| 798422 | 2012 PB12                | 10 agosto 2012    | Spacewatch                          |
| 798423 | 2012 PQ24                | 13 agosto 2012    | Pan-STARRS                          |
| 798424 | 2012 PA34                | 6 agosto 2012     | Pan-STARRS                          |
| 798425 | 2012 PN40                | 6 agosto 2012     | Pan-STARRS                          |
| 798426 | 2012 PN42                | 10 agosto 2012    | Spacewatch                          |
| 798427 | 2012 PL44                | 13 agosto 2012    | Spacewatch                          |
| 798428 | 2012 PN49                | 14 agosto 2012    | SSS                                 |
| 798429 | 2012 PO53                | 13 agosto 2012    | Pan-STARRS                          |
| 798430 | 2012 PH55                | 14 agosto 2012    | SSS                                 |
| 798431 | 2012 PB57                | 13 agosto 2012    | Pan-STARRS                          |
| 798432 | 2012 PH58                | 14 agosto 2012    | Pan-STARRS                          |
| 798433 | 2012 PQ60                | 13 agosto 2012    | Pan-STARRS                          |
| 798434 | 2012 PZ60                | 13 agosto 2012    | Pan-STARRS                          |
| 798435 | 2012 PC61                | 14 agosto 2012    | Pan-STARRS                          |
| 798436 | 2012 PT61                | 18 gennaio 2009   | Spacewatch                          |
| 798437 | 2012 PG62                | 4 agosto 2012     | Pan-STARRS                          |
| 798438 | 2012 PJ62                | 13 agosto 2012    | Pan-STARRS                          |
| 798439 | 2012 PS64                | 14 agosto 2012    | Pan-STARRS                          |
| 798440 | 2012 PG65                | 8 agosto 2012     | Pan-STARRS                          |
| 798441 | 2012 QK3                 | 11 agosto 2012    | L. Elenin                           |
| 798442 | 2012 QQ8                 | 29 ottobre 2008   | Spacewatch                          |
| 798443 | 2012 QS8                 | 27 luglio 2012    | G. Hug                              |
| 798444 | 2012 QF12                | 16 novembre 2009  | Spacewatch                          |
| 798445 | 2012 QU16                | 13 agosto 2012    | Pan-STARRS                          |
| 798446 | 2012 QS17                | 21 marzo 2001     | Kitt Peak Obs.                      |
| 798447 | 2012 QF24                | 24 agosto 2012    | Spacewatch                          |
| 798448 | 2012 QY24                | 1 maggio 2011     | Pan-STARRS                          |
| 798449 | 2012 QU30                | 1 ottobre 2005    | CSS                                 |
| 798450 | 2012 QK32                | 25 agosto 2012    | Spacewatch                          |
| 798451 | 2012 QZ35                | 13 agosto 2012    | Spacewatch                          |
| 798452 | 2012 QR36                | 25 agosto 2012    | CSS                                 |
| 798453 | 2012 QH42                | 4 agosto 2005     | NEAT                                |
| 798454 | 2012 QT45                | 13 agosto 2012    | Pan-STARRS                          |
| 798455 | 2012 QJ48                | 17 agosto 2012    | ESA OGS                             |
| 798456 | 2012 QO52                | 21 agosto 2012    | Pan-STARRS                          |
| 798457 | 2012 QU56                | 26 agosto 2012    | Pan-STARRS                          |
| 798458 | 2012 QD57                | 26 agosto 2012    | Pan-STARRS                          |
| 798459 | 2012 QK59                | 28 agosto 2012    | Mount Lemmon Survey                 |
| 798460 | 2012 QD63                | 20 dicembre 2014  | Spacewatch                          |
| 798461 | 2012 QZ64                | 24 agosto 2012    | Spacewatch                          |
| 798462 | 2012 QM66                | 17 agosto 2012    | Pan-STARRS                          |
| 798463 | 2012 QQ67                | 26 agosto 2012    | Spacewatch                          |
| 798464 | 2012 QD70                | 17 agosto 2012    | Pan-STARRS                          |
| 798465 | 2012 QK70                | 25 agosto 2012    | Spacewatch                          |
| 798466 | 2012 QH71                | 17 agosto 2012    | Pan-STARRS                          |
| 798467 | 2012 QY74                | 17 agosto 2012    | Pan-STARRS                          |
| 798468 | 2012 QA75                | 11 ottobre 2012   | Mount Lemmon Survey                 |
| 798469 | 2012 QJ78                | 26 agosto 2012    | Osservatorio di Mauna Kea           |
| 798470 | 2012 QH80                | 26 agosto 2012    | Pan-STARRS                          |
| 798471 | 2012 QL80                | 17 agosto 2012    | Pan-STARRS                          |
| 798472 | 2012 QF82                | 26 agosto 2012    | Pan-STARRS                          |
| 798473 | 2012 QH84                | 26 agosto 2012    | Pan-STARRS                          |
| 798474 | 2012 RM3                 | 18 gennaio 2008   | Mount Lemmon Survey                 |
| 798475 | 2012 RJ9                 | 11 settembre 2012 | K. Levin                            |
| 798476 | 2012 RY17                | 14 settembre 2012 | ESA OGS                             |
| 798477 | 2012 RZ18                | 14 settembre 2012 | CSS                                 |
| 798478 | 2012 RV24                | 13 settembre 2012 | ESA OGS                             |
| 798479 | 2012 RV26                | 13 settembre 2012 | Mount Lemmon Survey                 |
| 798480 | 2012 RJ31                | 14 settembre 2012 | CSS                                 |
| 798481 | 2012 RS38                | 13 maggio 2007    | Spacewatch                          |
| 798482 | 2012 RT44                | 15 settembre 2012 | CSS                                 |
| 798483 | 2012 RB45                | 15 settembre 2012 | Mount Lemmon Survey                 |
| 798484 | 2012 RR46                | 14 settembre 2012 | ESA OGS                             |
| 798485 | 2012 RU50                | 13 settembre 2012 | Mount Lemmon Survey                 |
| 798486 | 2012 SL                  | 2 aprile 2011     | Mount Lemmon Survey                 |
| 798487 | 2012 SS7                 | 17 settembre 2012 | Mount Lemmon Survey                 |
| 798488 | 2012 SA8                 | 1 maggio 2011     | Pan-STARRS                          |
| 798489 | 2012 SX18                | 17 settembre 2012 | Spacewatch                          |
| 798490 | 2012 SO19                | 26 agosto 2012    | Pan-STARRS                          |
| 798491 | 2012 SP19                | 23 agosto 2012    | Osservatorio astronomico di Maiorca |
| 798492 | 2012 SE20                | 19 settembre 2012 | Mount Lemmon Survey                 |
| 798493 | 2012 ST35                | 18 settembre 2012 | Mount Lemmon Survey                 |
| 798494 | 2012 SH41                | 26 agosto 2012    | Pan-STARRS                          |
| 798495 | 2012 SE42                | 8 ottobre 2008    | Mount Lemmon Survey                 |
| 798496 | 2012 SL52                | 26 agosto 2012    | Pan-STARRS                          |
| 798497 | 2012 SZ53                | 5 ottobre 2005    | Mount Lemmon Survey                 |
| 798498 | 2012 SR74                | 21 settembre 2012 | Spacewatch                          |
| 798499 | 2012 SU75                | 19 settembre 2012 | Mount Lemmon Survey                 |
| 798500 | 2012 SN76                | 17 settembre 2012 | Mount Lemmon Survey                 |

## 798501–798600
| Nome   | Designazione provvisoria | Data di scoperta  | Scopritore          |
| ------ | ------------------------ | ----------------- | ------------------- |
| 798501 | 2012 SE79                | 25 settembre 2012 | Spacewatch          |
| 798502 | 2012 SD85                | 18 febbraio 2015  | Pan-STARRS          |
| 798503 | 2012 SG87                | 25 settembre 2012 | Mount Lemmon Survey |
| 798504 | 2012 SN92                | 22 settembre 2012 | Mount Lemmon Survey |
| 798505 | 2012 SZ93                | 17 settembre 2012 | Mount Lemmon Survey |
| 798506 | 2012 SD95                | 25 settembre 2012 | Mount Lemmon Survey |
| 798507 | 2012 SA100               | 16 settembre 2012 | Mount Lemmon Survey |
| 798508 | 2012 SO102               | 2 settembre 2017  | Mount Lemmon Survey |
| 798509 | 2012 SX102               | 9 febbraio 2019   | Mount Lemmon Survey |
| 798510 | 2012 TR7                 | 25 agosto 2012    | Pan-STARRS          |
| 798511 | 2012 TP16                | 4 ottobre 2012    | Mount Lemmon Survey |
| 798512 | 2012 TS29                | 26 gennaio 2006   | Mount Lemmon Survey |
| 798513 | 2012 TV30                | 17 ottobre 2001   | NEAT                |
| 798514 | 2012 TZ31                | 20 settembre 2003 | Spacewatch          |
| 798515 | 2012 TA33                | 15 settembre 2012 | Spacewatch          |
| 798516 | 2012 TF36                | 5 ottobre 2012    | Mount Lemmon Survey |
| 798517 | 2012 TD39                | 8 ottobre 2012    | Mount Lemmon Survey |
| 798518 | 2012 TV41                | 8 ottobre 2012    | Mount Lemmon Survey |
| 798519 | 2012 TH51                | 15 settembre 2012 | Spacewatch          |
| 798520 | 2012 TJ51                | 8 ottobre 2012    | Pan-STARRS          |
| 798521 | 2012 TJ59                | 3 novembre 2007   | Mount Lemmon Survey |
| 798522 | 2012 TA61                | 15 ottobre 2007   | Spacewatch          |
| 798523 | 2012 TO65                | 8 ottobre 2012    | Mount Lemmon Survey |
| 798524 | 2012 TA70                | 8 ottobre 2012    | Pan-STARRS          |
| 798525 | 2012 TO82                | 6 ottobre 2012    | Mount Lemmon Survey |
| 798526 | 2012 TV83                | 9 settembre 2007  | Mount Lemmon Survey |
| 798527 | 2012 TS86                | 15 settembre 2012 | Mount Lemmon Survey |
| 798528 | 2012 TR92                | 12 dicembre 2002  | Spacewatch          |
| 798529 | 2012 TZ95                | 8 ottobre 2012    | Spacewatch          |
| 798530 | 2012 TK98                | 3 aprile 2011     | Pan-STARRS          |
| 798531 | 2012 TB100               | 16 settembre 2012 | Mount Lemmon Survey |
| 798532 | 2012 TB103               | 9 ottobre 2012    | Mount Lemmon Survey |
| 798533 | 2012 TP103               | 9 ottobre 2012    | Mount Lemmon Survey |
| 798534 | 2012 TB106               | 9 ottobre 2012    | Mount Lemmon Survey |
| 798535 | 2012 TD110               | 10 ottobre 2012   | Mount Lemmon Survey |
| 798536 | 2012 TN115               | 10 ottobre 2012   | Mount Lemmon Survey |
| 798537 | 2012 TQ117               | 10 ottobre 2012   | Mount Lemmon Survey |
| 798538 | 2012 TB119               | 10 ottobre 2012   | Mount Lemmon Survey |
| 798539 | 2012 TN122               | 6 ottobre 2012    | Mount Lemmon Survey |
| 798540 | 2012 TU130               | 6 ottobre 2012    | Pan-STARRS          |
| 798541 | 2012 TS134               | 17 settembre 2012 | Mount Lemmon Survey |
| 798542 | 2012 TA147               | 21 settembre 2012 | Spacewatch          |
| 798543 | 2012 TZ155               | 15 settembre 2012 | ESA OGS             |
| 798544 | 2012 TN157               | 30 agosto 2005    | NEAT                |
| 798545 | 2012 TZ164               | 8 ottobre 2012    | Mount Lemmon Survey |
| 798546 | 2012 TE168               | 5 agosto 2005     | NEAT                |
| 798547 | 2012 TW172               | 9 ottobre 2012    | Mount Lemmon Survey |
| 798548 | 2012 TB177               | 9 ottobre 2012    | Pan-STARRS          |
| 798549 | 2012 TM185               | 6 agosto 2005     | NEAT                |
| 798550 | 2012 TR196               | 10 ottobre 2012   | Mount Lemmon Survey |
| 798551 | 2012 TX200               | 11 ottobre 2012   | Mount Lemmon Survey |
| 798552 | 2012 TG206               | 11 ottobre 2012   | Mount Lemmon Survey |
| 798553 | 2012 TN212               | 11 ottobre 2012   | Pan-STARRS          |
| 798554 | 2012 TP214               | 26 marzo 2011     | Mount Lemmon Survey |
| 798555 | 2012 TL217               | 13 ottobre 2012   | Pan-STARRS          |
| 798556 | 2012 TM224               | 12 ottobre 1998   | Spacewatch          |
| 798557 | 2012 TJ227               | 15 ottobre 2012   | Pan-STARRS          |
| 798558 | 2012 TB229               | 11 ottobre 2012   | Pan-STARRS          |
| 798559 | 2012 TU235               | 20 novembre 2007  | Spacewatch          |
| 798560 | 2012 TR247               | 11 ottobre 2012   | Pan-STARRS          |
| 798561 | 2012 TT252               | 11 ottobre 2012   | Pan-STARRS          |
| 798562 | 2012 TC270               | 11 ottobre 2012   | Mount Lemmon Survey |
| 798563 | 2012 TT271               | 14 ottobre 2012   | CSS                 |
| 798564 | 2012 TZ280               | 14 settembre 2007 | Mount Lemmon Survey |
| 798565 | 2012 TD291               | 15 ottobre 2012   | Spacewatch          |
| 798566 | 2012 TG307               | 27 agosto 2005    | NEAT                |
| 798567 | 2012 TY316               | 15 settembre 2012 | CSS                 |
| 798568 | 2012 TF325               | 9 ottobre 2012    | Mount Lemmon Survey |
| 798569 | 2012 TH327               | 8 ottobre 2012    | Pan-STARRS          |
| 798570 | 2012 TC333               | 9 ottobre 2012    | Mount Lemmon Survey |
| 798571 | 2012 TR334               | 28 gennaio 2015   | Pan-STARRS          |
| 798572 | 2012 TT334               | 15 ottobre 2012   | Spacewatch          |
| 798573 | 2012 TS335               | 8 ottobre 2012    | Pan-STARRS          |
| 798574 | 2012 TV335               | 7 ottobre 2012    | Pan-STARRS          |
| 798575 | 2012 TB337               | 24 febbraio 2014  | Pan-STARRS          |
| 798576 | 2012 TM339               | 9 ottobre 2012    | Mount Lemmon Survey |
| 798577 | 2012 TH340               | 14 ottobre 2012   | Mount Lemmon Survey |
| 798578 | 2012 TU341               | 18 novembre 2007  | Spacewatch          |
| 798579 | 2012 TD343               | 4 dicembre 2016   | Mount Lemmon Survey |
| 798580 | 2012 TM344               | 26 settembre 2017 | Pan-STARRS          |
| 798581 | 2012 TY344               | 11 ottobre 2012   | Mount Lemmon Survey |
| 798582 | 2012 TY345               | 24 dicembre 2013  | Mount Lemmon Survey |
| 798583 | 2012 TF346               | 9 ottobre 2012    | Mount Lemmon Survey |
| 798584 | 2012 TT347               | 22 agosto 2017    | Pan-STARRS          |
| 798585 | 2012 TC352               | 7 ottobre 2012    | Pan-STARRS          |
| 798586 | 2012 TT352               | 22 agosto 2017    | Pan-STARRS          |
| 798587 | 2012 TR353               | 10 ottobre 2012   | Mount Lemmon Survey |
| 798588 | 2012 TW353               | 8 ottobre 2012    | Pan-STARRS          |
| 798589 | 2012 TT355               | 11 ottobre 2012   | Mount Lemmon Survey |
| 798590 | 2012 TO357               | 8 ottobre 2012    | Spacewatch          |
| 798591 | 2012 TQ357               | 11 ottobre 2012   | Pan-STARRS          |
| 798592 | 2012 TY357               | 8 ottobre 2012    | Pan-STARRS          |
| 798593 | 2012 TY360               | 11 ottobre 2012   | Mount Lemmon Survey |
| 798594 | 2012 TG363               | 15 ottobre 2012   | Pan-STARRS          |
| 798595 | 2012 TQ364               | 11 ottobre 2012   | Pan-STARRS          |
| 798596 | 2012 TG365               | 9 ottobre 2012    | Mount Lemmon Survey |
| 798597 | 2012 TY365               | 10 ottobre 2012   | Mount Lemmon Survey |
| 798598 | 2012 TB371               | 6 ottobre 2012    | Mount Lemmon Survey |
| 798599 | 2012 TX375               | 8 ottobre 2012    | Pan-STARRS          |
| 798600 | 2012 TQ376               | 14 ottobre 2012   | Spacewatch          |

## 798601–798700
| Nome   | Designazione provvisoria | Data di scoperta  | Scopritore          |
| ------ | ------------------------ | ----------------- | ------------------- |
| 798601 | 2012 TE377               | 8 ottobre 2012    | Pan-STARRS          |
| 798602 | 2012 TH377               | 8 ottobre 2012    | Mount Lemmon Survey |
| 798603 | 2012 TO377               | 11 ottobre 2012   | Pan-STARRS          |
| 798604 | 2012 TQ378               | 8 ottobre 2012    | Mount Lemmon Survey |
| 798605 | 2012 TK381               | 11 ottobre 2012   | Pan-STARRS          |
| 798606 | 2012 TG382               | 11 ottobre 2012   | Pan-STARRS          |
| 798607 | 2012 TX382               | 11 ottobre 2012   | Spacewatch          |
| 798608 | 2012 TM383               | 10 ottobre 2012   | Spacewatch          |
| 798609 | 2012 TU383               | 6 ottobre 2012    | Pan-STARRS          |
| 798610 | 2012 TM385               | 11 ottobre 2012   | Pan-STARRS          |
| 798611 | 2012 TB388               | 9 ottobre 2012    | Mount Lemmon Survey |
| 798612 | 2012 TS388               | 8 ottobre 2012    | Pan-STARRS          |
| 798613 | 2012 TY388               | 8 ottobre 2012    | Pan-STARRS          |
| 798614 | 2012 TJ390               | 15 ottobre 2012   | Mount Lemmon Survey |
| 798615 | 2012 TV390               | 10 ottobre 2012   | Mount Lemmon Survey |
| 798616 | 2012 TS393               | 11 ottobre 2012   | Pan-STARRS          |
| 798617 | 2012 TG395               | 9 ottobre 2012    | Pan-STARRS          |
| 798618 | 2012 TR395               | 9 ottobre 2012    | Mount Lemmon Survey |
| 798619 | 2012 TV395               | 15 ottobre 2012   | Mount Lemmon Survey |
| 798620 | 2012 TY404               | 11 ottobre 2012   | Pan-STARRS          |
| 798621 | 2012 TJ406               | 8 ottobre 2012    | Mount Lemmon Survey |
| 798622 | 2012 TW408               | 10 ottobre 2012   | Mount Lemmon Survey |
| 798623 | 2012 UA                  | 9 ottobre 2012    | Mount Lemmon Survey |
| 798624 | 2012 UK5                 | 16 ottobre 2012   | Mount Lemmon Survey |
| 798625 | 2012 UF6                 | 1 ottobre 2005    | Spacewatch          |
| 798626 | 2012 UN6                 | 16 ottobre 2012   | Mount Lemmon Survey |
| 798627 | 2012 UX11                | 16 ottobre 2012   | Mount Lemmon Survey |
| 798628 | 2012 UH14                | 15 agosto 2004    | Cerro Tololo Obs.   |
| 798629 | 2012 UR15                | 16 ottobre 2012   | Mount Lemmon Survey |
| 798630 | 2012 UE16                | 6 ottobre 2012    | Mount Lemmon Survey |
| 798631 | 2012 UE19                | 8 ottobre 2007    | Mount Lemmon Survey |
| 798632 | 2012 UD20                | 16 ottobre 2012   | Mount Lemmon Survey |
| 798633 | 2012 UN28                | 16 ottobre 2012   | Spacewatch          |
| 798634 | 2012 UV36                | 16 ottobre 2012   | Mount Lemmon Survey |
| 798635 | 2012 UM42                | 20 ottobre 2007   | Spacewatch          |
| 798636 | 2012 UU47                | 18 ottobre 2012   | Pan-STARRS          |
| 798637 | 2012 UH51                | 18 settembre 2012 | Mount Lemmon Survey |
| 798638 | 2012 UX56                | 19 ottobre 2012   | Pan-STARRS          |
| 798639 | 2012 UE59                | 19 ottobre 2012   | Pan-STARRS          |
| 798640 | 2012 UO76                | 18 ottobre 2012   | Pan-STARRS          |
| 798641 | 2012 UR79                | 18 settembre 2012 | Mount Lemmon Survey |
| 798642 | 2012 UK94                | 17 ottobre 2012   | Pan-STARRS          |
| 798643 | 2012 UW94                | 21 dicembre 2005  | Spacewatch          |
| 798644 | 2012 UA98                | 16 ottobre 2012   | Mount Lemmon Survey |
| 798645 | 2012 UO108               | 29 dicembre 2008  | Spacewatch          |
| 798646 | 2012 UH110               | 21 ottobre 2012   | Spacewatch          |
| 798647 | 2012 UF112               | 21 ottobre 2012   | Pan-STARRS          |
| 798648 | 2012 US124               | 22 ottobre 2012   | Pan-STARRS          |
| 798649 | 2012 UA139               | 22 luglio 2006    | Mount Lemmon Survey |
| 798650 | 2012 UH150               | 7 settembre 2008  | Mount Lemmon Survey |
| 798651 | 2012 UJ150               | 13 ottobre 2012   | Spacewatch          |
| 798652 | 2012 UE164               | 21 settembre 2008 | Mount Lemmon Survey |
| 798653 | 2012 UA166               | 26 maggio 2006    | Spacewatch          |
| 798654 | 2012 UH170               | 6 ottobre 2012    | Pan-STARRS          |
| 798655 | 2012 UN178               | 17 ottobre 2012   | Mount Lemmon Survey |
| 798656 | 2012 UT181               | 18 ottobre 2012   | Pan-STARRS          |
| 798657 | 2012 UH186               | 21 ottobre 2012   | Mount Lemmon Survey |
| 798658 | 2012 UR187               | 22 ottobre 2012   | Pan-STARRS          |
| 798659 | 2012 UR190               | 21 ottobre 2012   | Mount Lemmon Survey |
| 798660 | 2012 UY191               | 22 ottobre 2012   | Mount Lemmon Survey |
| 798661 | 2012 UT194               | 23 settembre 2008 | Spacewatch          |
| 798662 | 2012 UZ194               | 18 ottobre 2012   | Pan-STARRS          |
| 798663 | 2012 UU201               | 14 ottobre 2017   | Mount Lemmon Survey |
| 798664 | 2012 UK202               | 25 ottobre 2012   | Mount Lemmon Survey |
| 798665 | 2012 UF203               | 18 ottobre 2012   | Pan-STARRS          |
| 798666 | 2012 UG203               | 18 ottobre 2012   | Pan-STARRS          |
| 798667 | 2012 UB204               | 18 ottobre 2012   | Pan-STARRS          |
| 798668 | 2012 UL204               | 18 ottobre 2012   | Pan-STARRS          |
| 798669 | 2012 UU205               | 18 ottobre 2012   | Pan-STARRS          |
| 798670 | 2012 UU206               | 18 ottobre 2012   | Pan-STARRS          |
| 798671 | 2012 US209               | 21 ottobre 2012   | Mount Lemmon Survey |
| 798672 | 2012 UM210               | 21 ottobre 2012   | Spacewatch          |
| 798673 | 2012 UQ211               | 21 ottobre 2012   | Pan-STARRS          |
| 798674 | 2012 UT212               | 18 ottobre 2012   | Pan-STARRS          |
| 798675 | 2012 UU212               | 18 ottobre 2012   | Pan-STARRS          |
| 798676 | 2012 UD213               | 18 ottobre 2012   | Pan-STARRS          |
| 798677 | 2012 UQ214               | 18 ottobre 2012   | Pan-STARRS          |
| 798678 | 2012 UU215               | 21 ottobre 2012   | Pan-STARRS          |
| 798679 | 2012 UX215               | 22 ottobre 2012   | Pan-STARRS          |
| 798680 | 2012 UY217               | 19 ottobre 2012   | Mount Lemmon Survey |
| 798681 | 2012 UL218               | 8 ottobre 2007    | Mount Lemmon Survey |
| 798682 | 2012 UW218               | 8 ottobre 2007    | Mount Lemmon Survey |
| 798683 | 2012 UG220               | 17 ottobre 2012   | Mount Lemmon Survey |
| 798684 | 2012 UV220               | 22 ottobre 2012   | Mount Lemmon Survey |
| 798685 | 2012 UB221               | 18 ottobre 2012   | Pan-STARRS          |
| 798686 | 2012 UK222               | 22 ottobre 2012   | Mount Lemmon Survey |
| 798687 | 2012 UL225               | 22 ottobre 2012   | Mount Lemmon Survey |
| 798688 | 2012 UR228               | 18 ottobre 2012   | Pan-STARRS          |
| 798689 | 2012 UZ229               | 18 ottobre 2012   | Pan-STARRS          |
| 798690 | 2012 UQ230               | 16 ottobre 2012   | Mount Lemmon Survey |
| 798691 | 2012 UR230               | 16 ottobre 2012   | Mount Lemmon Survey |
| 798692 | 2012 UF232               | 17 ottobre 2012   | Mount Lemmon Survey |
| 798693 | 2012 UL233               | 21 ottobre 2012   | Pan-STARRS          |
| 798694 | 2012 UM234               | 19 ottobre 2012   | Mount Lemmon Survey |
| 798695 | 2012 UG237               | 18 ottobre 2012   | Mount Lemmon Survey |
| 798696 | 2012 UA239               | 17 ottobre 2012   | Mount Lemmon Survey |
| 798697 | 2012 UG242               | 17 ottobre 2012   | Pan-STARRS          |
| 798698 | 2012 UY242               | 18 ottobre 2012   | Pan-STARRS          |
| 798699 | 2012 UL249               | 21 ottobre 2012   | Spacewatch          |
| 798700 | 2012 UG250               | 19 ottobre 2012   | Mount Lemmon Survey |

## 798701–798800
| Nome   | Designazione provvisoria | Data di scoperta  | Scopritore               |
| ------ | ------------------------ | ----------------- | ------------------------ |
| 798701 | 2012 UA252               | 22 ottobre 2012   | Pan-STARRS               |
| 798702 | 2012 UG252               | 21 ottobre 2012   | Pan-STARRS               |
| 798703 | 2012 UC253               | 17 ottobre 2012   | Pan-STARRS               |
| 798704 | 2012 UB256               | 17 ottobre 2012   | Pan-STARRS               |
| 798705 | 2012 UL259               | 17 ottobre 2012   | Mount Lemmon Survey      |
| 798706 | 2012 UZ263               | 18 ottobre 2012   | Pan-STARRS               |
| 798707 | 2012 UF264               | 18 ottobre 2012   | Pan-STARRS               |
| 798708 | 2012 UM265               | 22 ottobre 2012   | Mount Lemmon Survey      |
| 798709 | 2012 UF266               | 16 ottobre 2012   | Mount Lemmon Survey      |
| 798710 | 2012 UU268               | 17 ottobre 2012   | Pan-STARRS               |
| 798711 | 2012 VB4                 | 6 ottobre 2012    | Pan-STARRS               |
| 798712 | 2012 VA12                | 4 novembre 2012   | Mount Lemmon Survey      |
| 798713 | 2012 VF12                | 18 ottobre 2012   | Pan-STARRS               |
| 798714 | 2012 VB13                | 18 ottobre 2012   | Pan-STARRS               |
| 798715 | 2012 VM15                | 4 novembre 2012   | Pan-STARRS               |
| 798716 | 2012 VX15                | 5 novembre 2012   | CSS                      |
| 798717 | 2012 VX20                | 22 ottobre 2012   | Mount Lemmon Survey      |
| 798718 | 2012 VL33                | 23 settembre 2012 | Mount Lemmon Survey      |
| 798719 | 2012 VP35                | 21 ottobre 2012   | Pan-STARRS               |
| 798720 | 2012 VS35                | 20 ottobre 2012   | Mount Lemmon Survey      |
| 798721 | 2012 VB36                | 6 settembre 2008  | CSS                      |
| 798722 | 2012 VD47                | 26 settembre 2003 | SDSS Collaboration       |
| 798723 | 2012 VL50                | 18 ottobre 2012   | Pan-STARRS               |
| 798724 | 2012 VX54                | 23 dicembre 2017  | Pan-STARRS               |
| 798725 | 2012 VP61                | 21 ottobre 2012   | Pan-STARRS               |
| 798726 | 2012 VK62                | 9 novembre 2012   | Alianza S4 Obs.          |
| 798727 | 2012 VB67                | 18 ottobre 2012   | Pan-STARRS               |
| 798728 | 2012 VK67                | 7 novembre 2012   | Mount Lemmon Survey      |
| 798729 | 2012 VU83                | 14 novembre 2012  | Spacewatch               |
| 798730 | 2012 VL94                | 7 novembre 2012   | CSS                      |
| 798731 | 2012 VZ101               | 22 ottobre 2012   | Pan-STARRS               |
| 798732 | 2012 VC102               | 12 novembre 2012  | Mount Lemmon Survey      |
| 798733 | 2012 VP104               | 15 ottobre 2012   | Spacewatch               |
| 798734 | 2012 VY104               | 27 gennaio 2006   | Spacewatch               |
| 798735 | 2012 VL111               | 17 ottobre 2012   | Mount Lemmon Survey      |
| 798736 | 2012 VV114               | 14 novembre 2012  | Spacewatch               |
| 798737 | 2012 VZ114               | 13 novembre 2012  | R. P. Boyle, V. Laugalys |
| 798738 | 2012 VQ122               | 12 novembre 2012  | Mount Lemmon Survey      |
| 798739 | 2012 VB123               | 12 novembre 2012  | Mount Lemmon Survey      |
| 798740 | 2012 VE125               | 23 settembre 2017 | Pan-STARRS               |
| 798741 | 2012 VG127               | 14 novembre 2012  | Spacewatch               |
| 798742 | 2012 VJ127               | 6 novembre 2012   | Spacewatch               |
| 798743 | 2012 VD128               | 6 novembre 2012   | Mount Lemmon Survey      |
| 798744 | 2012 VE128               | 12 novembre 2012  | Mount Lemmon Survey      |
| 798745 | 2012 VE129               | 14 novembre 2012  | Mount Lemmon Survey      |
| 798746 | 2012 VH129               | 4 novembre 2012   | Mount Lemmon Survey      |
| 798747 | 2012 VV129               | 8 novembre 2012   | Pan-STARRS               |
| 798748 | 2012 VB130               | 12 novembre 2012  | Mount Lemmon Survey      |
| 798749 | 2012 VX133               | 5 novembre 2012   | Pan-STARRS               |
| 798750 | 2012 VA136               | 12 novembre 2012  | Mount Lemmon Survey      |
| 798751 | 2012 VC136               | 13 novembre 2012  | Mount Lemmon Survey      |
| 798752 | 2012 VD136               | 13 novembre 2012  | ESA OGS                  |
| 798753 | 2012 VN137               | 12 novembre 2012  | Mount Lemmon Survey      |
| 798754 | 2012 VA140               | 13 novembre 2012  | Mount Lemmon Survey      |
| 798755 | 2012 VA141               | 7 novembre 2012   | Pan-STARRS               |
| 798756 | 2012 VZ142               | 2 novembre 2012   | Mount Lemmon Survey      |
| 798757 | 2012 VD143               | 17 ottobre 2007   | Mount Lemmon Survey      |
| 798758 | 2012 VK144               | 7 novembre 2012   | Mount Lemmon Survey      |
| 798759 | 2012 VZ146               | 7 novembre 2012   | Pan-STARRS               |
| 798760 | 2012 WR2                 | 17 novembre 2012  | Mount Lemmon Survey      |
| 798761 | 2012 WM3                 | 1 ottobre 2008    | CSS                      |
| 798762 | 2012 WP7                 | 10 ottobre 2012   | Mount Lemmon Survey      |
| 798763 | 2012 WT7                 | 21 ottobre 2012   | Pan-STARRS               |
| 798764 | 2012 WB14                | 19 novembre 2012  | Spacewatch               |
| 798765 | 2012 WM19                | 6 ottobre 2008    | Mount Lemmon Survey      |
| 798766 | 2012 WQ25                | 27 ottobre 2012   | Mount Lemmon Survey      |
| 798767 | 2012 WU25                | 9 ottobre 2012    | Mount Lemmon Survey      |
| 798768 | 2012 WD26                | 7 novembre 2012   | Spacewatch               |
| 798769 | 2012 WN27                | 23 novembre 2012  | Spacewatch               |
| 798770 | 2012 WL29                | 14 novembre 2012  | Spacewatch               |
| 798771 | 2012 WE30                | 17 novembre 2012  | Mount Lemmon Survey      |
| 798772 | 2012 WH32                | 20 novembre 2012  | R. P. Boyle, V. Laugalys |
| 798773 | 2012 WW32                | 14 ottobre 2012   | Mount Lemmon Survey      |
| 798774 | 2012 WU34                | 5 novembre 2012   | Spacewatch               |
| 798775 | 2012 WJ35                | 26 novembre 2012  | Mount Lemmon Survey      |
| 798776 | 2012 WC38                | 26 novembre 2012  | Mount Lemmon Survey      |
| 798777 | 2012 WH38                | 23 novembre 2012  | Spacewatch               |
| 798778 | 2012 WR39                | 19 novembre 2012  | Spacewatch               |
| 798779 | 2012 WC40                | 26 ottobre 2012   | Mount Lemmon Survey      |
| 798780 | 2012 WP44                | 20 novembre 2012  | Mount Lemmon Survey      |
| 798781 | 2012 WU45                | 26 novembre 2012  | Mount Lemmon Survey      |
| 798782 | 2012 WE46                | 24 novembre 2012  | Spacewatch               |
| 798783 | 2012 XA4                 | 6 novembre 2012   | Spacewatch               |
| 798784 | 2012 XR8                 | 7 novembre 2012   | Mount Lemmon Survey      |
| 798785 | 2012 XO10                | 18 ottobre 2012   | Mount Lemmon Survey      |
| 798786 | 2012 XC13                | 8 ottobre 2012    | Mount Lemmon Survey      |
| 798787 | 2012 XT14                | 5 dicembre 2012   | Mount Lemmon Survey      |
| 798788 | 2012 XW14                | 5 dicembre 2012   | Mount Lemmon Survey      |
| 798789 | 2012 XX15                | 5 dicembre 2012   | Mount Lemmon Survey      |
| 798790 | 2012 XE17                | 5 dicembre 2012   | CSS                      |
| 798791 | 2012 XT18                | 6 novembre 2012   | Spacewatch               |
| 798792 | 2012 XB40                | 20 dicembre 2007  | Spacewatch               |
| 798793 | 2012 XM44                | 3 dicembre 2012   | Mount Lemmon Survey      |
| 798794 | 2012 XQ45                | 14 novembre 2012  | Mount Lemmon Survey      |
| 798795 | 2012 XD51                | 19 ottobre 2012   | Pan-STARRS               |
| 798796 | 2012 XE59                | 14 novembre 2012  | Mount Lemmon Survey      |
| 798797 | 2012 XT59                | 23 novembre 2012  | Spacewatch               |
| 798798 | 2012 XW65                | 4 dicembre 2012   | Mount Lemmon Survey      |
| 798799 | 2012 XC68                | 5 dicembre 2012   | Mount Lemmon Survey      |
| 798800 | 2012 XG81                | 6 dicembre 2012   | Mount Lemmon Survey      |

## 798801–798900
| Nome   | Designazione provvisoria | Data di scoperta  | Scopritore                 |
| ------ | ------------------------ | ----------------- | -------------------------- |
| 798801 | 2012 XR82                | 7 novembre 2012   | Mount Lemmon Survey        |
| 798802 | 2012 XC87                | 22 novembre 2012  | Spacewatch                 |
| 798803 | 2012 XH92                | 2 gennaio 2009    | Mount Lemmon Survey        |
| 798804 | 2012 XJ92                | 3 dicembre 2012   | Mount Lemmon Survey        |
| 798805 | 2012 XX97                | 5 dicembre 2012   | Mount Lemmon Survey        |
| 798806 | 2012 XM98                | 13 dicembre 2004  | Spacewatch                 |
| 798807 | 2012 XL100               | 5 dicembre 2012   | Mount Lemmon Survey        |
| 798808 | 2012 XE103               | 7 novembre 2012   | Spacewatch                 |
| 798809 | 2012 XO108               | 8 dicembre 2012   | Mount Lemmon Survey        |
| 798810 | 2012 XT119               | 8 dicembre 2012   | Spacewatch                 |
| 798811 | 2012 XY121               | 22 dicembre 2008  | Mount Lemmon Survey        |
| 798812 | 2012 XX123               | 26 novembre 2012  | Mount Lemmon Survey        |
| 798813 | 2012 XJ124               | 9 dicembre 2012   | Pan-STARRS                 |
| 798814 | 2012 XB125               | 9 dicembre 2012   | Pan-STARRS                 |
| 798815 | 2012 XH127               | 10 dicembre 2012  | Pan-STARRS                 |
| 798816 | 2012 XW129               | 11 dicembre 2012  | Mount Lemmon Survey        |
| 798817 | 2012 XG130               | 11 dicembre 2012  | Mount Lemmon Survey        |
| 798818 | 2012 XN131               | 14 novembre 2012  | Mount Lemmon Survey        |
| 798819 | 2012 XR135               | 14 novembre 2012  | Spacewatch                 |
| 798820 | 2012 XY136               | 23 novembre 2012  | Spacewatch                 |
| 798821 | 2012 XM141               | 3 dicembre 2012   | Mount Lemmon Survey        |
| 798822 | 2012 XH143               | 3 dicembre 2012   | Mount Lemmon Survey        |
| 798823 | 2012 XS145               | 4 dicembre 2012   | Mount Lemmon Survey        |
| 798824 | 2012 XS146               | 16 settembre 2006 | CSS                        |
| 798825 | 2012 XN150               | 26 novembre 2012  | Mount Lemmon Survey        |
| 798826 | 2012 XB154               | 12 dicembre 2012  | Mount Lemmon Survey        |
| 798827 | 2012 XZ161               | 21 maggio 2015    | Pan-STARRS                 |
| 798828 | 2012 XE162               | 4 aprile 2014     | Mount Lemmon Survey        |
| 798829 | 2012 XM162               | 8 giugno 2016     | Pan-STARRS                 |
| 798830 | 2012 XN162               | 4 aprile 2014     | Pan-STARRS                 |
| 798831 | 2012 XL163               | 11 dicembre 2012  | P. Kocher                  |
| 798832 | 2012 XO166               | 10 dicembre 2012  | Spacewatch                 |
| 798833 | 2012 XA167               | 19 luglio 2015    | Pan-STARRS 2               |
| 798834 | 2012 XJ167               | 23 aprile 2015    | Pan-STARRS                 |
| 798835 | 2012 XO167               | 3 dicembre 2012   | Mount Lemmon Survey        |
| 798836 | 2012 XN168               | 2 agosto 2016     | Pan-STARRS                 |
| 798837 | 2012 XZ168               | 4 dicembre 2012   | Mount Lemmon Survey        |
| 798838 | 2012 XM169               | 12 dicembre 2012  | Mount Lemmon Survey        |
| 798839 | 2012 XE170               | 9 dicembre 2012   | Mount Lemmon Survey        |
| 798840 | 2012 XF170               | 4 dicembre 2012   | Mount Lemmon Survey        |
| 798841 | 2012 XM170               | 13 dicembre 2012  | S. Mottola                 |
| 798842 | 2012 XX170               | 11 dicembre 2012  | Mount Lemmon Survey        |
| 798843 | 2012 XK172               | 8 dicembre 2012   | Mount Lemmon Survey        |
| 798844 | 2012 XM178               | 12 dicembre 2012  | Mount Lemmon Survey        |
| 798845 | 2012 XW179               | 9 dicembre 2012   | Pan-STARRS                 |
| 798846 | 2012 XC180               | 3 dicembre 2012   | Mount Lemmon Survey        |
| 798847 | 2012 XR181               | 18 novembre 2007  | Mount Lemmon Survey        |
| 798848 | 2012 YL2                 | 19 dicembre 2012  | M. Ory                     |
| 798849 | 2012 YH4                 | 21 dicembre 2012  | Mount Lemmon Survey        |
| 798850 | 2012 YE9                 | 31 dicembre 2012  | Pan-STARRS                 |
| 798851 | 2012 YW10                | 22 dicembre 2012  | Pan-STARRS                 |
| 798852 | 2012 YG11                | 28 settembre 2011 | Mount Lemmon Survey        |
| 798853 | 2012 YU12                | 23 dicembre 2012  | Pan-STARRS                 |
| 798854 | 2012 YH13                | 23 dicembre 2012  | Pan-STARRS                 |
| 798855 | 2012 YO13                | 23 dicembre 2012  | Pan-STARRS                 |
| 798856 | 2012 YS13                | 22 dicembre 2012  | Pan-STARRS                 |
| 798857 | 2012 YJ14                | 2 agosto 2016     | Pan-STARRS                 |
| 798858 | 2012 YR14                | 21 dicembre 2012  | Mount Lemmon Survey        |
| 798859 | 2012 YJ15                | 22 dicembre 2012  | Pan-STARRS                 |
| 798860 | 2012 YQ15                | 21 dicembre 2012  | Mount Lemmon Survey        |
| 798861 | 2012 YS15                | 22 dicembre 2012  | Pan-STARRS                 |
| 798862 | 2012 YS16                | 23 dicembre 2012  | Pan-STARRS                 |
| 798863 | 2012 YP17                | 23 dicembre 2012  | Pan-STARRS                 |
| 798864 | 2012 YC18                | 23 dicembre 2012  | Pan-STARRS                 |
| 798865 | 2012 YK18                | 23 dicembre 2012  | Pan-STARRS                 |
| 798866 | 2012 YJ21                | 23 dicembre 2012  | Pan-STARRS                 |
| 798867 | 2012 YR23                | 23 dicembre 2012  | Pan-STARRS                 |
| 798868 | 2012 YB24                | 23 dicembre 2012  | Pan-STARRS                 |
| 798869 | 2012 YT24                | 23 dicembre 2012  | Pan-STARRS                 |
| 798870 | 2012 YC25                | 22 dicembre 2012  | Pan-STARRS                 |
| 798871 | 2012 YM25                | 21 dicembre 2012  | Mount Lemmon Survey        |
| 798872 | 2012 YN25                | 21 dicembre 2012  | K. Sárneczky, Hodos'an, G. |
| 798873 | 2012 YF26                | 23 dicembre 2012  | Pan-STARRS                 |
| 798874 | 2012 YN26                | 22 dicembre 2012  | Pan-STARRS                 |
| 798875 | 2012 YD27                | 23 dicembre 2012  | Pan-STARRS                 |
| 798876 | 2012 YJ27                | 23 dicembre 2012  | Pan-STARRS                 |
| 798877 | 2012 YX27                | 22 dicembre 2012  | Pan-STARRS                 |
| 798878 | 2012 YZ27                | 23 dicembre 2012  | Pan-STARRS                 |
| 798879 | 2013 AF11                | 18 dicembre 2012  | M. Ory                     |
| 798880 | 2013 AW12                | 3 gennaio 2013    | Mount Lemmon Survey        |
| 798881 | 2013 AG16                | 4 gennaio 2013    | Mount Lemmon Survey        |
| 798882 | 2013 AV26                | 5 gennaio 2013    | Mount Lemmon Survey        |
| 798883 | 2013 AP34                | 4 gennaio 2013    | Mount Lemmon Survey        |
| 798884 | 2013 AH35                | 22 dicembre 2012  | Pan-STARRS                 |
| 798885 | 2013 AU42                | 5 gennaio 2013    | Mount Lemmon Survey        |
| 798886 | 2013 AK44                | 5 gennaio 2013    | Mount Lemmon Survey        |
| 798887 | 2013 AJ47                | 12 dicembre 2012  | Spacewatch                 |
| 798888 | 2013 AJ49                | 22 dicembre 2012  | Pan-STARRS                 |
| 798889 | 2013 AM49                | 8 dicembre 2012   | Spacewatch                 |
| 798890 | 2013 AO49                | 8 gennaio 2013    | Mount Lemmon Survey        |
| 798891 | 2013 AB64                | 8 gennaio 2013    | J. M. Bosch, R. M. Olivera |
| 798892 | 2013 AX67                | 9 gennaio 2013    | C. Barbieri                |
| 798893 | 2013 AR69                | 23 dicembre 2012  | Pan-STARRS                 |
| 798894 | 2013 AM80                | 11 gennaio 2013   | C. Barbieri                |
| 798895 | 2013 AG82                | 23 dicembre 2012  | Pan-STARRS                 |
| 798896 | 2013 AJ87                | 11 dicembre 2012  | Spacewatch                 |
| 798897 | 2013 AO93                | 11 dicembre 2012  | Spacewatch                 |
| 798898 | 2013 AW94                | 15 gennaio 2007   | Osservatorio di Mauna Kea  |
| 798899 | 2013 AC102               | 7 luglio 2005     | Mauna Kea Obs.             |
| 798900 | 2013 AY106               | 10 gennaio 2013   | Pan-STARRS                 |

## 798901–799000
| Nome   | Designazione provvisoria | Data di scoperta  | Scopritore          |
| ------ | ------------------------ | ----------------- | ------------------- |
| 798901 | 2013 AK109               | 10 gennaio 2013   | Pan-STARRS          |
| 798902 | 2013 AX124               | 15 gennaio 2013   | ESA OGS             |
| 798903 | 2013 AZ124               | 15 gennaio 2013   | ESA OGS             |
| 798904 | 2013 AS128               | 9 gennaio 2013    | CSS                 |
| 798905 | 2013 AH129               | 10 gennaio 2013   | Pan-STARRS          |
| 798906 | 2013 AB130               | 10 gennaio 2013   | Pan-STARRS          |
| 798907 | 2013 AV138               | 22 ottobre 2006   | Spacewatch          |
| 798908 | 2013 AC143               | 4 gennaio 2013    | CTIO-DECam          |
| 798909 | 2013 AL143               | 4 gennaio 2013    | CTIO-DECam          |
| 798910 | 2013 AV145               | 4 gennaio 2013    | CTIO-DECam          |
| 798911 | 2013 AU146               | 4 gennaio 2013    | CTIO-DECam          |
| 798912 | 2013 AX147               | 4 gennaio 2013    | CTIO-DECam          |
| 798913 | 2013 AF148               | 4 gennaio 2013    | CTIO-DECam          |
| 798914 | 2013 AG149               | 4 gennaio 2013    | CTIO-DECam          |
| 798915 | 2013 AP149               | 4 gennaio 2013    | CTIO-DECam          |
| 798916 | 2013 AV149               | 12 dicembre 2012  | Mount Lemmon Survey |
| 798917 | 2013 AO150               | 4 gennaio 2013    | CTIO-DECam          |
| 798918 | 2013 AZ155               | 4 gennaio 2013    | CTIO-DECam          |
| 798919 | 2013 AC157               | 9 febbraio 2008   | Spacewatch          |
| 798920 | 2013 AU159               | 10 febbraio 2013  | Pan-STARRS          |
| 798921 | 2013 AR160               | 10 febbraio 2013  | Pan-STARRS          |
| 798922 | 2013 AK162               | 4 gennaio 2013    | CTIO-DECam          |
| 798923 | 2013 AV162               | 20 gennaio 2013   | Mount Lemmon Survey |
| 798924 | 2013 AJ165               | 4 gennaio 2013    | CTIO-DECam          |
| 798925 | 2013 AE166               | 20 gennaio 2013   | Mount Lemmon Survey |
| 798926 | 2013 AA167               | 10 febbraio 2013  | Pan-STARRS          |
| 798927 | 2013 AO167               | 20 gennaio 2013   | Mount Lemmon Survey |
| 798928 | 2013 AB171               | 4 gennaio 2013    | CTIO-DECam          |
| 798929 | 2013 AB181               | 10 febbraio 2013  | Pan-STARRS          |
| 798930 | 2013 AE181               | 17 gennaio 2013   | Pan-STARRS          |
| 798931 | 2013 AL181               | 5 gennaio 2013    | CTIO-DECam          |
| 798932 | 2013 AR187               | 23 settembre 2011 | Pan-STARRS          |
| 798933 | 2013 AL190               | 10 gennaio 2013   | Mount Lemmon Survey |
| 798934 | 2013 AJ191               | 13 dicembre 2006  | Mount Lemmon Survey |
| 798935 | 2013 AD193               | 12 ottobre 2017   | Mount Lemmon Survey |
| 798936 | 2013 AO193               | 10 gennaio 2013   | Mount Lemmon Survey |
| 798937 | 2013 AY193               | 7 gennaio 2013    | Spacewatch          |
| 798938 | 2013 AY194               | 10 gennaio 2013   | Pan-STARRS          |
| 798939 | 2013 AS196               | 10 gennaio 2013   | Pan-STARRS          |
| 798940 | 2013 AA197               | 3 gennaio 2013    | Mount Lemmon Survey |
| 798941 | 2013 AV198               | 10 gennaio 2013   | Pan-STARRS          |
| 798942 | 2013 AW198               | 6 gennaio 2013    | Mount Lemmon Survey |
| 798943 | 2013 AY198               | 13 gennaio 2013   | Mount Lemmon Survey |
| 798944 | 2013 AL201               | 10 gennaio 2013   | Pan-STARRS          |
| 798945 | 2013 AT202               | 6 gennaio 2013    | Spacewatch          |
| 798946 | 2013 AQ203               | 10 gennaio 2013   | Pan-STARRS          |
| 798947 | 2013 AV205               | 10 gennaio 2013   | Pan-STARRS          |
| 798948 | 2013 AF207               | 6 gennaio 2013    | Spacewatch          |
| 798949 | 2013 AV207               | 10 gennaio 2013   | Pan-STARRS          |
| 798950 | 2013 AW207               | 10 gennaio 2013   | Pan-STARRS          |
| 798951 | 2013 AQ208               | 8 gennaio 2013    | Mount Lemmon Survey |
| 798952 | 2013 AX209               | 4 gennaio 2013    | Spacewatch          |
| 798953 | 2013 AN210               | 10 gennaio 2013   | Pan-STARRS          |
| 798954 | 2013 AG223               | 10 gennaio 2013   | Pan-STARRS          |
| 798955 | 2013 BG2                 | 16 gennaio 2013   | Pan-STARRS          |
| 798956 | 2013 BB4                 | 16 gennaio 2013   | Mount Lemmon Survey |
| 798957 | 2013 BJ7                 | 16 gennaio 2013   | Mount Lemmon Survey |
| 798958 | 2013 BH10                | 16 gennaio 2013   | Pan-STARRS          |
| 798959 | 2013 BM10                | 5 gennaio 2013    | Spacewatch          |
| 798960 | 2013 BA11                | 16 gennaio 2013   | Pan-STARRS          |
| 798961 | 2013 BB16                | 16 gennaio 2013   | Pan-STARRS          |
| 798962 | 2013 BJ17                | 17 gennaio 2013   | Pan-STARRS          |
| 798963 | 2013 BH24                | 17 gennaio 2013   | Pan-STARRS          |
| 798964 | 2013 BJ30                | 28 febbraio 2009  | Mount Lemmon Survey |
| 798965 | 2013 BV33                | 12 dicembre 2012  | Spacewatch          |
| 798966 | 2013 BE36                | 17 gennaio 2013   | Pan-STARRS          |
| 798967 | 2013 BG38                | 17 gennaio 2013   | Pan-STARRS          |
| 798968 | 2013 BN44                | 19 gennaio 2013   | Mount Lemmon Survey |
| 798969 | 2013 BF46                | 23 dicembre 2012  | Pan-STARRS          |
| 798970 | 2013 BP48                | 5 gennaio 2013    | Mount Lemmon Survey |
| 798971 | 2013 BS49                | 23 dicembre 2012  | Pan-STARRS          |
| 798972 | 2013 BA51                | 16 gennaio 2013   | Pan-STARRS          |
| 798973 | 2013 BJ51                | 16 gennaio 2013   | Pan-STARRS          |
| 798974 | 2013 BR53                | 16 gennaio 2013   | Pan-STARRS          |
| 798975 | 2013 BL69                | 20 gennaio 2013   | Spacewatch          |
| 798976 | 2013 BC71                | 22 gennaio 2013   | Pan-STARRS          |
| 798977 | 2013 BR74                | 17 gennaio 2013   | Pan-STARRS          |
| 798978 | 2013 BP79                | 14 gennaio 2013   | ESA OGS             |
| 798979 | 2013 BD80                | 17 gennaio 2013   | Pan-STARRS          |
| 798980 | 2013 BT82                | 18 ottobre 2011   | Mount Lemmon Survey |
| 798981 | 2013 BG83                | 6 agosto 2005     | NEAT                |
| 798982 | 2013 BX83                | 18 gennaio 2013   | Mount Lemmon Survey |
| 798983 | 2013 BW85                | 17 gennaio 2013   | Pan-STARRS          |
| 798984 | 2013 BG86                | 29 ottobre 2017   | Pan-STARRS          |
| 798985 | 2013 BP87                | 16 gennaio 2013   | Pan-STARRS          |
| 798986 | 2013 BU88                | 9 maggio 2014     | Pan-STARRS          |
| 798987 | 2013 BN89                | 17 gennaio 2013   | Mount Lemmon Survey |
| 798988 | 2013 BW89                | 1 aprile 2016     | Pan-STARRS          |
| 798989 | 2013 BE90                | 20 gennaio 2013   | Mount Lemmon Survey |
| 798990 | 2013 BH90                | 11 novembre 2016  | Mount Lemmon Survey |
| 798991 | 2013 BQ90                | 19 gennaio 2013   | Spacewatch          |
| 798992 | 2013 BX90                | 31 gennaio 2013   | Spacewatch          |
| 798993 | 2013 BD91                | 18 novembre 2017  | Pan-STARRS          |
| 798994 | 2013 BM91                | 16 gennaio 2013   | Pan-STARRS          |
| 798995 | 2013 BE92                | 22 gennaio 2013   | Mount Lemmon Survey |
| 798996 | 2013 BN93                | 17 gennaio 2013   | Pan-STARRS          |
| 798997 | 2013 BZ93                | 18 gennaio 2013   | Mount Lemmon Survey |
| 798998 | 2013 BD94                | 16 gennaio 2013   | Pan-STARRS          |
| 798999 | 2013 BN95                | 22 gennaio 2013   | Mount Lemmon Survey |
| 799000 | 2013 BW96                | 16 gennaio 2013   | Pan-STARRS          |